# 孫翹江
孫翹江，贵州黃平人，清朝官員，同進士出身。
道光十五年（1835年）乙未科進士，官直隸肅州寧縣知縣，後改教職。